# 683 до н. е.

## Події
5 березня 683 року до н. е. відбулося повне сонячне затемнення.
28 серпня 683 року до н. е. відбулося кільцеподібне сонячне затемнення.